# Морський піхотинець (фільм)
Морський піхотинець (англ. The Leatherneck) — американська драма режисера Говарда Хіггіна 1929 року. Фільм був номінований на премію «Оскар» за найкращий адаптований сценарій.

## Сюжет
Після Першої Світової доля зводить воєдино в лавах морської піхоти двох американських друзів і німецького ветерана. Вони стають єдиною злагодженою командою, так що коли хтось викрадає дівчину одного з них, двоє інших не можуть залишатися осторонь.

## У ролях
- Вільям Бойд — Вільям Калхун
- Алан Хейл — Отто Шмідт
- Роберт Армстронг — Джозеф Хенлон
- Фред Кохлер — Гекля
- Дайан Елліс — Таня
- Джиммі Алдіне — брат Тані
- Пауль Вайгель — Петровіч
- Жуль Коулз — кухар
- Вейд Ботелер — сержант